# Goussainville (Eure-et-Loir)
Pour les articles homonymes, voir Goussainville.
Goussainville est, depuis le 1er janvier 2015, une commune nouvelle française située dans le département d'Eure-et-Loir en région Centre-Val de Loire. Elle résulte de la fusion de Champagne et de Goussainville (ancienne commune).

## Géographie

### Situation
La commune est limitrophe du département des Yvelines et de la région Île-de-France.
Elle fait partie de la région naturelle et agricole du Drouais.

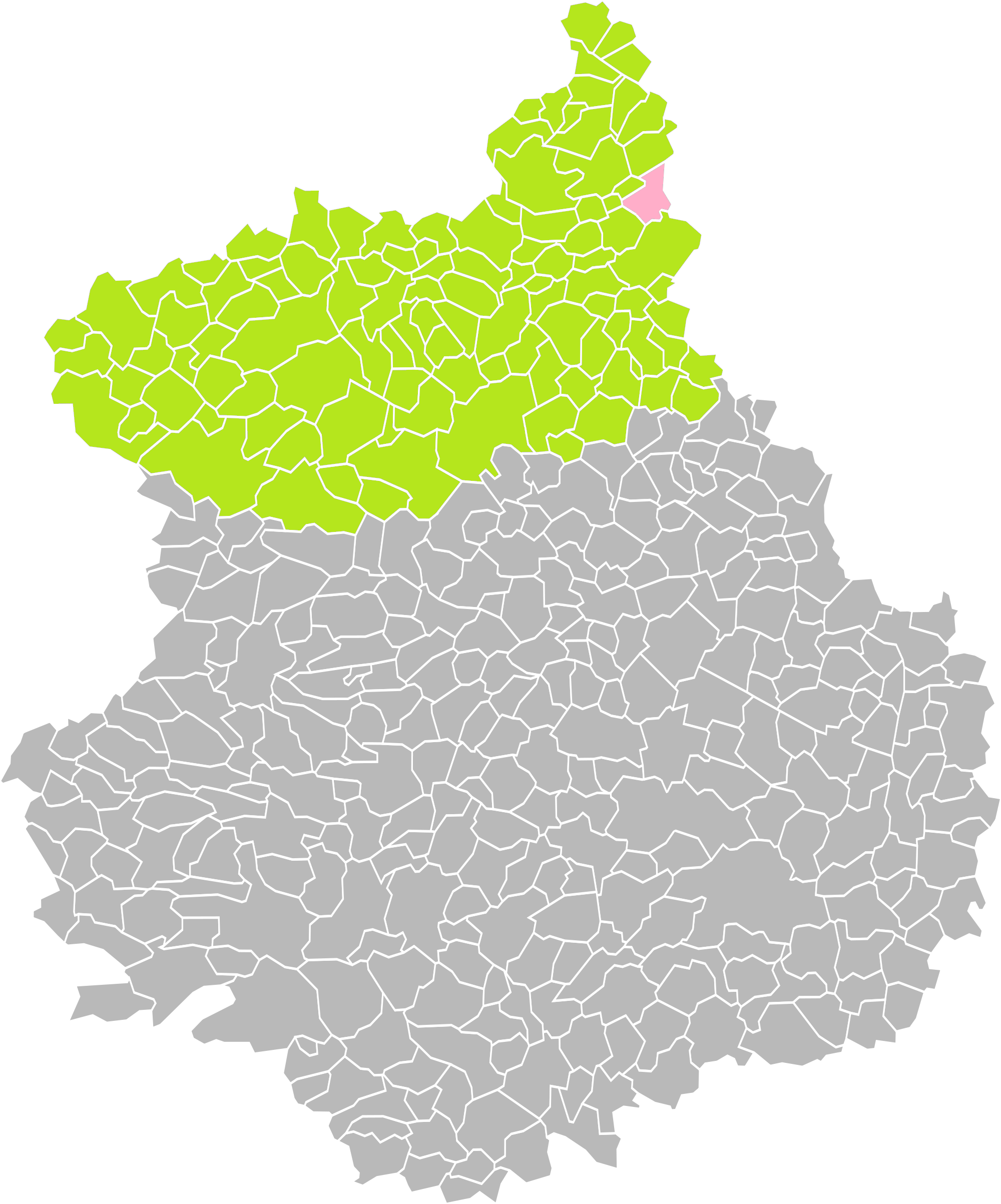
Position de Goussainville (en rose) dans l'arrondissement de Dreux (en vert) du département d'Eure-et-Loir (grisé).

### Communes limitrophes
|                   | Saint-Lubin-de-la-Haye |                     |
| Havelu Marchezais | Goussainville          | Houdan (Yvelines)   |
| Broué             | Boutigny-Prouais       | Maulette (Yvelines) |

### Climat
Pour des articles plus généraux, voir Climat du Centre-Val de Loire et Climat d'Eure-et-Loir.
En 2010, le climat de la commune est de type climat océanique dégradé des plaines du Centre et du Nord, selon une étude du CNRS s'appuyant sur une série de données couvrant la période 1971-2000. En 2020, Météo-France publie une typologie des climats de la France métropolitaine dans laquelle la commune est dans une zone de transition entre le climat océanique et le climat océanique altéré et est dans la région climatique Sud-ouest du bassin Parisien, caractérisée par une faible pluviométrie, notamment au printemps (120 à 150 mm) et un hiver froid (3,5 °C).
Pour la période 1971-2000, la température annuelle moyenne est de 10,5 °C, avec une amplitude thermique annuelle de 14,5 °C. Le cumul annuel moyen de précipitations est de 636 mm, avec 10,5 jours de précipitations en janvier et 7,8 jours en juillet. Pour la période 1991-2020, la température moyenne annuelle observée sur la station météorologique de Météo-France la plus proche, « Bû_sapc », sur la commune de Bû à 5 km à vol d'oiseau, est de 11,4 °C et le cumul annuel moyen de précipitations est de 633,2 mm,. Pour l'avenir, les paramètres climatiques de la commune estimés pour 2050 selon différents scénarios d'émission de gaz à effet de serre sont consultables sur un site dédié publié par Météo-France en novembre 2022.

## Urbanisme

### Typologie
Au 1er janvier 2024, Goussainville est catégorisée bourg rural, selon la nouvelle grille communale de densité à 7 niveaux définie par l'Insee en 2022.
Elle est située hors unité urbaine. Par ailleurs la commune fait partie de l'aire d'attraction de Paris, dont elle est une commune de la couronne,.

### Occupation des sols
L'occupation des sols de la commune, telle qu'elle ressort de la base de données européenne d’occupation biophysique des sols Corine Land Cover (CLC), est marquée par l'importance des territoires agricoles (92,9 % en 2018), une proportion sensiblement équivalente à celle de 1990 (93 %). La répartition détaillée en 2018 est la suivante : 
terres arables (92,9 %), zones urbanisées (7 %), forêts (0,1 %). L'évolution de l’occupation des sols de la commune et de ses infrastructures peut être observée sur les différentes représentations cartographiques du territoire : la carte de Cassini (XVIIIe siècle), la carte d'état-major (1820-1866) et les cartes ou photos aériennes de l'IGN pour la période actuelle (1950 à aujourd'hui).

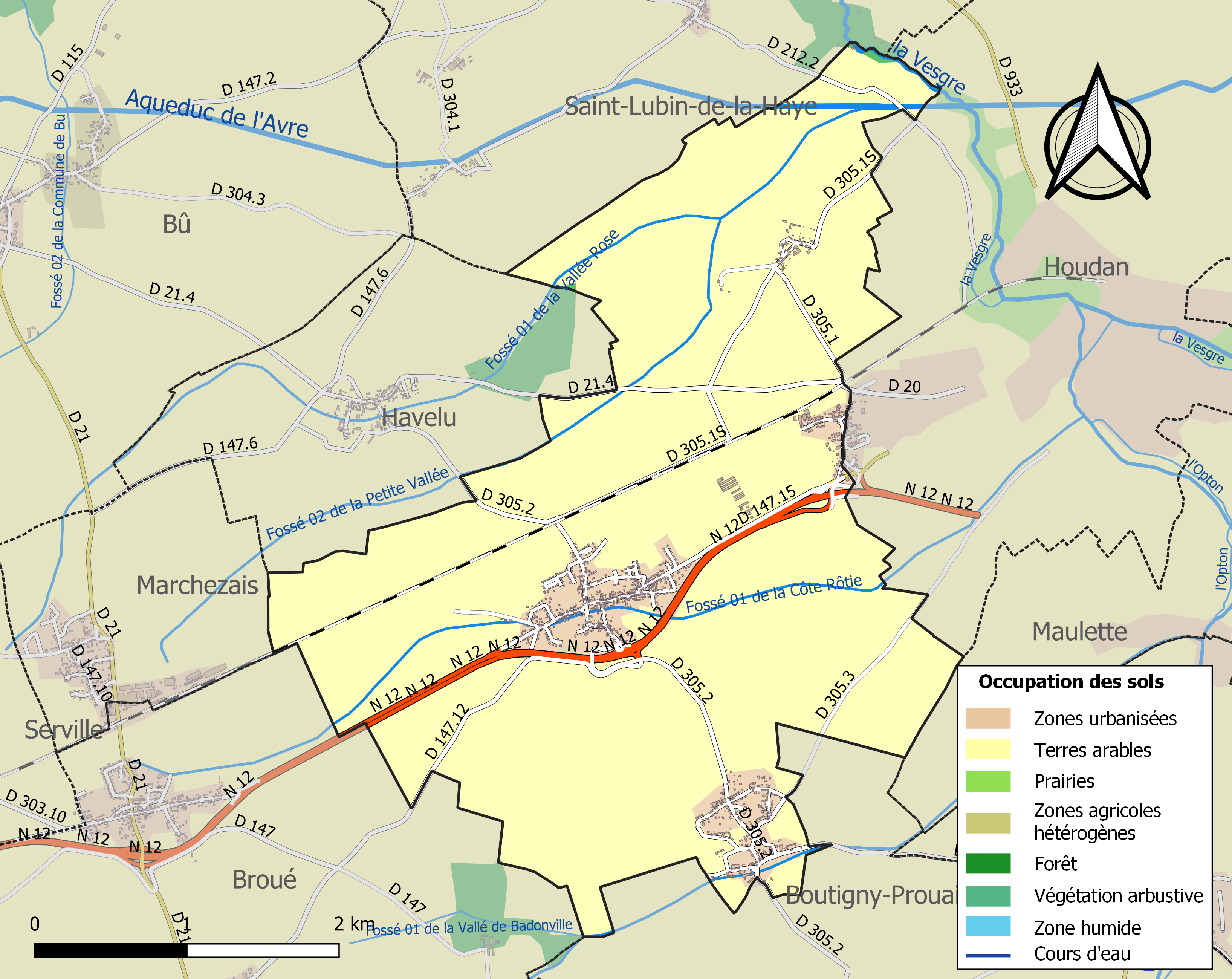
Carte des infrastructures et de l'occupation des sols de la commune en 2018 (CLC).

### Risques majeurs
Le territoire de la commune de Goussainville est vulnérable à différents aléas naturels : météorologiques (tempête, orage, neige, grand froid, canicule ou sécheresse), inondations, mouvements de terrains et séisme (sismicité très faible). Il est également exposé à un risque technologique, le transport de matières dangereuses. Un site publié par le BRGM permet d'évaluer simplement et rapidement les risques d'un bien localisé soit par son adresse soit par le numéro de sa parcelle.

#### Risques naturels
Certaines parties du territoire communal sont susceptibles d’être affectées par le risque d’inondation par débordement de cours d'eau, par ruissellement et coulée de boue et par une crue à  débordement lent de cours d'eau, notamment la Vesgre et l'Aqueduc de l'Avre. La commune a été reconnue en état de catastrophe naturelle au titre des dommages causés par les inondations et coulées de boue survenues en 1999, 2000, 2001, 2016 et 2018,.

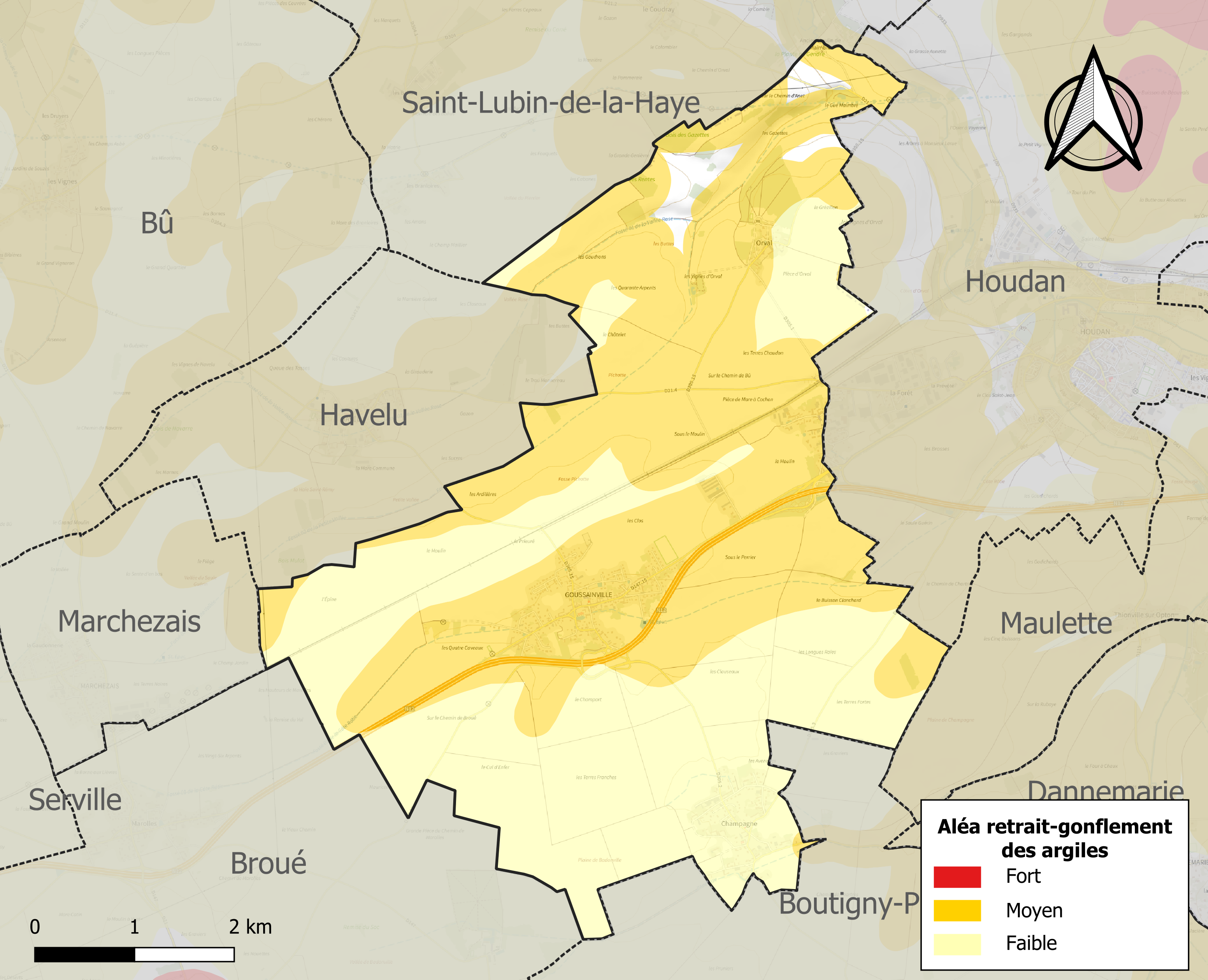
Carte des zones d'aléa retrait-gonflement des sols argileux de Goussainville.

Les mouvements de terrains susceptibles de se produire sur la commune sont des mouvements de sols liés à la présence d'argile et des effondrements généralisés de terrains.
Le retrait-gonflement des sols argileux est susceptible d'engendrer des dommages importants aux bâtiments en cas d’alternance de périodes de sécheresse et de pluie. 54,1 % de la superficie communale est en aléa moyen ou fort (52,8 % au niveau départemental et 48,5 % au niveau national). Sur les 480 bâtiments dénombrés sur la commune en 2019, 361 sont en aléa moyen ou fort, soit 75 %, à comparer aux 70 % au niveau départemental et 54 % au niveau national. Une cartographie de l'exposition du territoire national au retrait gonflement des sols argileux est disponible sur le site du BRGM,.
Concernant les mouvements de terrains, la commune a été reconnue en état de catastrophe naturelle au titre des dommages causés par la sécheresse en 2009 et par des mouvements de terrain en 1999.

#### Risques technologiques
Le risque de transport de matières dangereuses sur la commune est lié à sa traversée par des infrastructures routières ou ferroviaires importantes ou la présence d'une canalisation de transport d'hydrocarbures. Un accident se produisant sur de telles infrastructures est en effet susceptible d’avoir des effets graves au bâti ou aux personnes jusqu’à 350 m, selon la nature du matériau transporté. Des dispositions d’urbanisme peuvent être préconisées en conséquence.

## Toponymie
Voir la toponymie de l'ancienne commune.

## Historique
La commune est née le 1er janvier 2015 de la fusion des deux communes Goussainville et Champagne.
Les informations relatives à l'histoire de cette commune sont la synthèse des informations données dans les articles des deux communes fusionnées.

## Politique et administration
| Nom                   | Code Insee | Intercommunalité     | Superficie (km2) | Population (dernière pop. légale) | Densité (hab./km2) |
| --------------------- | ---------- | -------------------- | ---------------- | --------------------------------- | ------------------ |
| Goussainville (siège) | 28185      | CC du Pays Houdanais | 10,83            | 985 (2012)                        | 91                 |
| Champagne             | 28069      | CC du Pays Houdanais | 2,21             | 273 (2012)                        | 124                |

### Liste des maires
| Période          | Période  | Identité     | Étiquette | Qualité |
| ---------------- | -------- | ------------ | --------- | ------- |
| 1er janvier 2015 | En cours | Michel Cadot |           |         |

## Population et société

### Démographie
L'évolution du nombre d'habitants est connue à travers les recensements de la population effectués dans la commune depuis sa création.

En 2022, la commune comptait 1 340 habitants, en évolution de +4,77 % par rapport à 2016 (Eure-et-Loir : −0,23 %, France hors Mayotte : +2,11 %).
| 2013  | 2014  | 2015  | 2020  | 2022  |
| ----- | ----- | ----- | ----- | ----- |
| 1 269 | 1 272 | 1 276 | 1 307 | 1 340 |

## Culture locale et patrimoine

### Lieux et monuments
Les informations relatives au patrimoine de cette commune sont la synthèse des informations données dans les articles des deux communes fusionnées.

Lieux et monuments
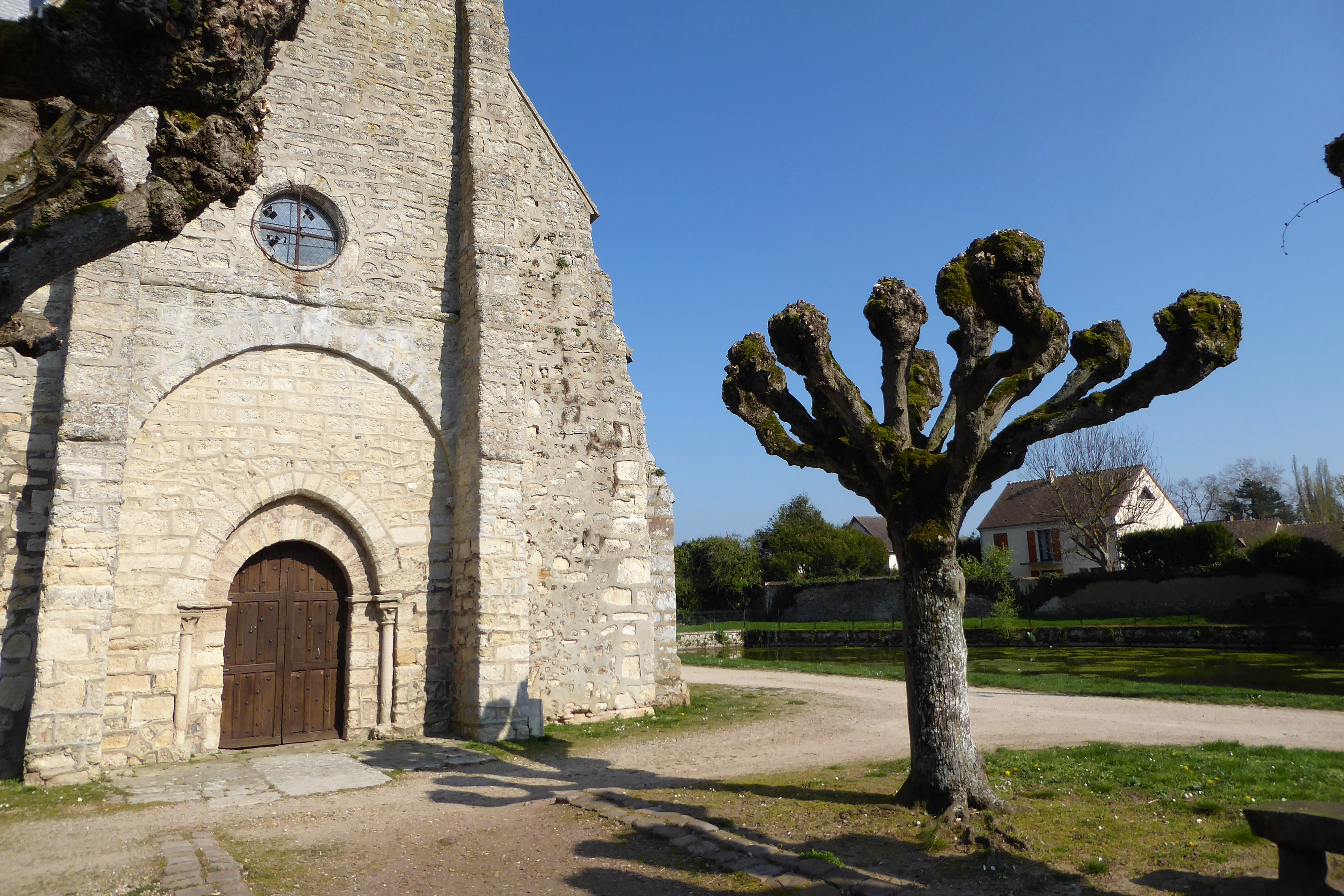
L'église Saint-Aignan de Goussainville
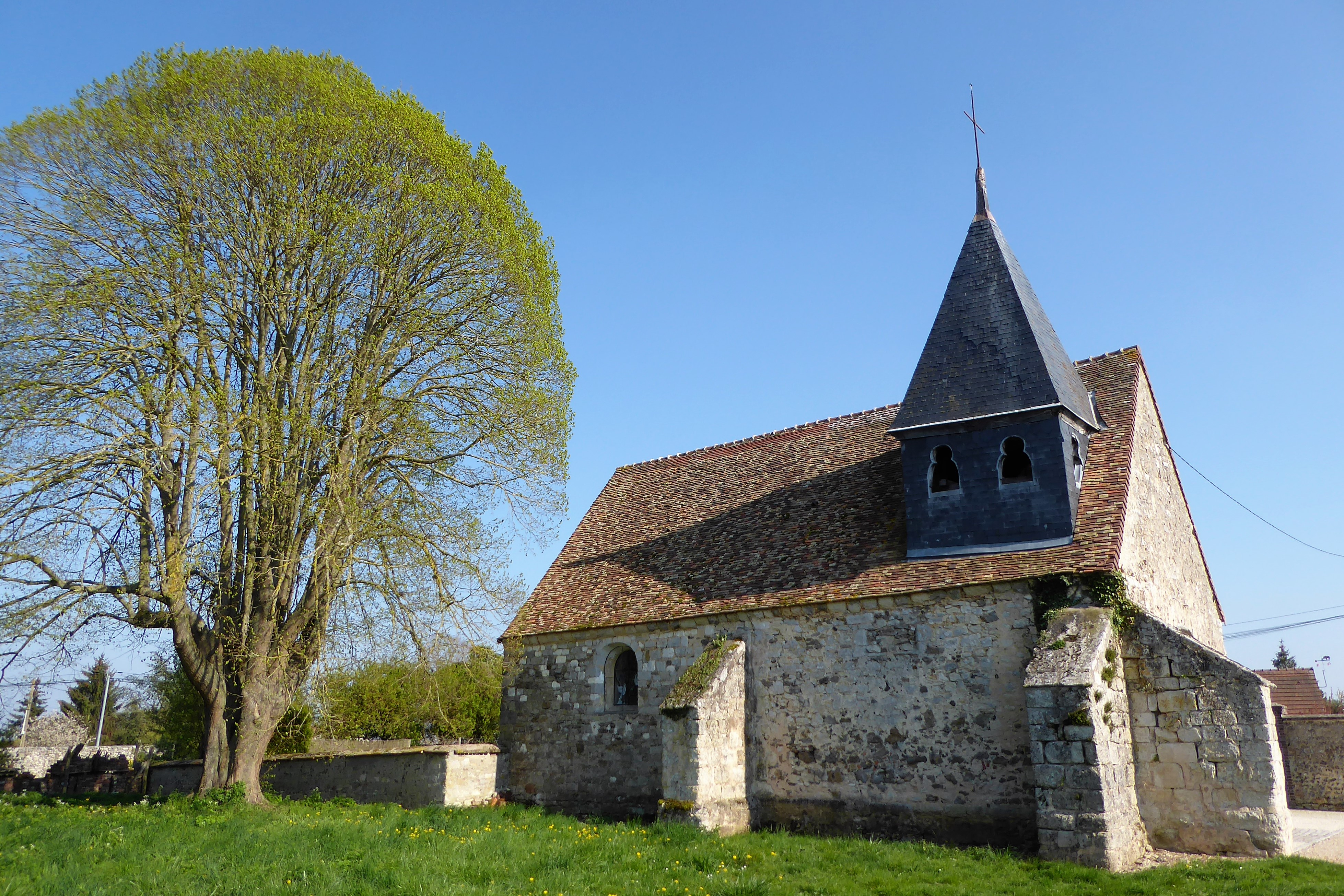
L'église Sainte-Croix de Champagne.